# Pseudochthonius galapagensis
Espèce
Pseudochthonius galapagensis est une espèce de pseudoscorpions de la famille des Chthoniidae.

## Distribution
Cette espèce est endémique des îles Galápagos en Équateur. Elle se rencontre sur Santa Cruz.

## Étymologie
Son nom d'espèce, composé de galapag[os] et du suffixe latin -ensis, « qui vit dans, qui habite », lui a été donné en référence au lieu de sa découverte, les îles Galápagos.

## Publication originale
- Beier, 1977 : Pseudoscorpionidea. Mission zoologique belge aux Iles Galapagos et en Ecuador (N. et J. Leleup, 1964-1965). Resultats scientifiques. Troisieme partie. Koninklijk Museum voor Midden-Afrika, Tervuren, p. 93-112.